# Fédération de Saint-Christophe-et-Niévès de football
La Fédération de Saint-Christophe-et-Niévès de football (St. Kitts and Nevis Football Association (en) SKNFA) est une association regroupant les clubs de football de Saint-Christophe-et-Niévès et organisant les compétitions nationales et les matchs internationaux de la sélection de Saint-Christophe-et-Niévès.
La fédération nationale de Saint-Christophe-et-Niévès est fondée en 1932. Elle est affiliée à la FIFA depuis 1992 et est membre de la CONCACAF depuis 1990.